# Pinto Colvig
Vance DeBar "Pinto" Colvig (ur. 11 września 1892, zm. 3 października 1967) – amerykański aktor wodewilowy, głosowy, scenarzysta, muzyk, także klaun cyrkowy.

## Życie osobiste
Vance DeBar Colvig urodził się w Jacksonville, w stanie Oregon, jako syn Williama i Adelaide Birdseye Colvig. W 1911 w wieku 18 lat rozpoczął studia na Oregon State University. Colvig, będąc przez całe życie nałogowym palaczem, był jednym z pionierów w promowaniu etykiet ostrzegawczych na temat ryzyka zachorowania na raka. Był też ojcem aktora Vance Colviga, który zmarł 3 marca 1991 roku.

## Kariera
Colvig znany najlepiej znany jest, jako oryginalny głos Goofy`ego i psa Pluto z filmów krótkometrażowych Walta Disneya, oraz Gburka i Śpioszka z filmu Królewna Śnieżka i Siedmiu Krasnoludków. Pracował także dla wytwórni Warner Bros i Fleischer Studios.
W 1993 otrzymał pośmiertnie nagrodę Disney Legends.

## Śmierć
Colvig zmarł na raka płuca w Woodland Hills w Kalifornii 3 października 1967, w wieku 75 lat. Został pochowany na cmentarzu Świętego Krzyża w Culver City.